# Ігнатій Бузановський
Бузановський (чернече ім'я Ігнатій; * близько 1695 — 1748, Максаки) — ігумен Максаківського Спасо-Преображенського монастиря. Випускник та викладач Києво-Могилянської академії.

## Біографія
Закінчивши Києво-Могилянську академію, залишився тут викладачем.
В 1729/1730 навчальних роках читав курс риторики «Congeries praeceptorum rhetoricorum cum praxibus variis orthodoxae Roxolanae iuventuti ad usum proposita in academia Kijovo-Mohyliana anno 1729 in annum 1730» («Накопичення риторичних настанов з різними практичними заняттями для вжитку православному українському юнацтву, викладене в Академії Києво-Могилянській в році з 1729 на 1730»). Особливо цікавим є в ньому вірш про Богдана Хмельницького, вперше опублікованого І. Крип'якевичем у журналі «Україна». Хоча останній датує цей твір епохою Хмельниччини, можна припустити, що його автором є Бузановський. Вірш написано у типовій для тогочасної літератури панегіристичній манері, згідно із приписами поетик. У ньому прославляється «Великодушний Хмельницький і істинний Марса нащадок», «вождь із вождів», котрий, «наче звірюку якусь, шляхту приборкав, розбив».
Указом Синоду від 19 жовтня 1739 Бузановський викликаний з Михайлівського Золотоверхого монастиря в Санкт-Петербурзький сухопутний шляхетський кадетський корпус.
1743 за власним проханням повернувся до Києва з правом отримання настоятельського місця в якомусь монастирі в Україні.
Тимчасово проживав у Київському Михайлівському Золотоверхому монастирі.
Від 1745 — ігумен Максаківського Спасо-Преображенського монастиря, де помер і похований.

## Архіви
IP НБУВ, ф. 301, ДА/п. 422.